# Sudafrica ai Giochi della XVI Olimpiade
Il Sudafrica ha partecipato ai Giochi della XVI Olimpiade che si sono svolti a Melbourne dal 22 novembre all'8 dicembre 1956 con una delegazione di 50 atleti, di cui 6 donne, impegnati in 10 discipline,
aggiudicandosi 4 medaglie di bronzo.

## Medagliere

### Per discipline
| Sport    | Oro | Argento | Bronzo | Totale |
| -------- | --- | ------- | ------ | ------ |
| Pugilato | 0   | 0       | 2      | 2      |
| Ciclismo | 0   | 0       | 1      | 1      |
| Nuoto    | 0   | 0       | 1      | 1      |
| Totale   | 0   | 0       | 4      | 4      |

### Medaglie
| Medaglia | Atleta                                                         | Sport    | Evento                                       |
| -------- | -------------------------------------------------------------- | -------- | -------------------------------------------- |
| Bronzo   | Jimmy Swift                                                    | Ciclismo | Chilometro da fermo                          |
| Bronzo   | Natalie Myburgh Susan Roberts Moira Abernethy Jeanette Myburgh | Nuoto    | Staffetta 4x100 metri stile libero femminile |
| Bronzo   | Henry Loubscher                                                | Pugilato | Pesi superleggeri                            |
| Bronzo   | Daniel Bekker                                                  | Pugilato | Pesi massimi                                 |